# Paulo Pinto
Paulo Jorge Gómez Marques Pinto (São João da Madeira, 18 aprile 1974 – Aveiro, 3 marzo 2002) è stato un cestista portoghese, morto all'età di 27 anni per un malore durante una partita.

## Palmarès
- Coppa di Portogallo: 3

Porto: 1997, 1999, 2000